# Drago Siliqi
Drago Siliqi (ur. 9 czerwca 1930 w Tiranie, zm. 13 lipca 1963 w pobliżu Irkucka) – albański poeta, krytyk literacki i publicysta, pisarz literatury dziecięcej.

## Życiorys
Podczas II wojny światowej należał do Armii Narodowo-Wyzwoleńczej, a po zakończeniu tegoż konfliktu pełnił funkcję redaktora czasopism Trimi i vogël oraz Pionieri, współpracował również z prasą o tematyce młodzieżowej. Wyjechał do Moskwy w celu podjęcia studiów w Instytucie Literackim im. Gorkiego, a po ukończeniu nauki wrócił do Albanii, gdzie przez sześć lat prowadził wydawnictwo Naim Frashëri. W tym czasie wydawnictwo intensywnie tłumaczyło obcojęzyczną literaturę na język albański; Siliqi współpracował z tłumaczami, jak Dhimitër Pasko, Lasgush Poradeci, Pashk Gjeçi, Gjon Shllaku, Vedat Kokona, Sotir Caci, Robert Shvarc, i Klio Evangjeli. Przetłumaczono część Iliady Homera (nie została ona nigdy całkowicie przetłumaczona na język albański), a także utwory autorstwa Johna Galsworthy'ego, Theodore'a Dreisera, Ernesta Hemingwaya, Paula Éluarda i Ericha Marii Remarque'a.
Pomagał Ismailowi Kadare w napisaniu utworu pod tytułem Generał martwej armii. Jako krytyk literacki sprzeciwiał się rosyjskiej szkole formalnej, pozytywnie wypowiedział się o poemacie Lahuta e Malcis autorstwa Gjergja Fishty, pomimo że ten utwór był wówczas zakazany w Albanii.
W 1963 roku został zaproszony do Chin, Korei Północnej oraz Wietnamu Północnego. Najpierw odwiedził Pekin, następnie miał wrócić do Moskwy samolotem Tu-104; podczas lotu powrotnego powrotu zginął 13 lipca tegoż roku w wyniku katastrofy lotniczej w pobliżu portu lotniczego Irkuck.

## Wybrane publikacje[1]
- Mbi ndikimet dhe fytyrën personale
- Në kërkim të së resë
- Për një poezi lirike të thellë
- Për unin tim dhe tëndin (1955)
- Shënime letrare (1955)

## Powieści
- Atdheu[2]
- Brigadierja[1]
- Çdo ditë agimet zbardhëllojnë[1]
- Dashunia[2]
- Kur zemra flet[1]
- Nana[2]
- Në prag të jetës[1]
- Zgjimi i pranverës (1950)[1]
- Këngë e re për dashurinë e vjetër (1960)[1][2]

## Nagrody
Został uhonorowany główną nagrodą za utwór pod tytułem Këngë e re për dashurinë e vjetër na jednym z ogólnokrajowych konkursów literackich.

## Życie prywatne
Miał żonę Dritę.